# 齊藤瑞己
齊藤瑞己（1996年—）是日本男子有氧體操運動員。

## 參賽獲獎
- 參加2016年世界有氧體操錦標賽（英语：2016 Aerobic Gymnastics World Championships）男子個人組，獲得冠軍金牌，成為參加世界有氧體操錦標賽的第一位獲得冠軍金牌之日本男子選手[1]。同競賽搭配金井拓海與北爪凜凜，獲得亞軍銀牌
- 參加2017年世界運動會的有氧體操項目競賽（英语：Aerobic gymnastics at the 2017 World Games），搭配金井拓海與北爪凜凜，獲得冠軍金牌[2]
- 參加2018年世界有氧體操錦標賽（英语：2018 Aerobic Gymnastics World Championships）男子個人組，再次二連霸獲得冠軍金牌[3][4]

## 外部連結
- 斉藤 瑞己（Saito Mizuki） - ＳＫＪ　群馬県太田市　エアロビッククラブ （页面存档备份，存于）